# جان بیرن (بازیکن فوتبال، زاده ۱۹۳۴)
جان بیرن (انگلیسی: John Byrne; ۷ سپتامبر ۱۹۳۴ – ۱۸ نوامبر ۲۰۰۶) بازیکن فوتبال اهل ایرلند بود.
از باشگاه‌هایی که در آن بازی کرده‌است می‌توان به باشگاه فوتبال شامروک روورز اشاره کرد.